# 高節 (嘉靖壬辰進士)
高節（1493年—1552年），字公成（公秉），號竹所，四川成都府綿州羅江縣人，民籍，明朝政治人物。

## 生平
正德十一年（1516年）丙子科四川鄉試中舉。嘉靖十一年（1532年）壬辰科会试第一百十九名，殿试一甲第三名進士，授翰林院編修。嘉靖二十三年，擔任会试同考官，被舉發其從中接受賄賂，贬为通州判官。時稱其遭嚴嵩打擊報復。此後升南京主事，之後高節辞官歸鄉，遷居罗江，不久去世。

## 家族
曾祖高子清；祖高本政；父高騰，封南京刑部主事；母李氏（贈安人）；繼母王氏（封安人）。具慶下，妻王氏，兄高第（按察司副使），弟策；高簡（己丑進士）。子志；思。

## 相关
- 明甲辰科场案